# هوامبو، آنگولا
هوامبو (به انگلیسی: Huambo (Nova Lisboa)) شهری در استان هوامبو واقع در کشور آنگولا است که در سال ۲۰۰۹ میلادی ۳۳۳٬۳۸۷ نفر جمعیت داشته است.